# NGC 512
NGC 512 (còn được gọi là PGC 5132 hoặc UGC 944) là một thiên hà xoắn ốc cách Hệ Mặt Trời khoảng 217 triệu năm ánh sáng trong chòm sao Tiên Nữ. Nó được phát hiện bởi nhà thiên văn học John Herschel vào ngày 17 tháng 11 năm 1827.

## Lịch sử quan sát
Khám phá Herschel chỉ dựa trên một lần quan sát duy nhất. Ông mô tả vật thể là "rất mờ nhạt, rất nhỏ". Vì vị trí của thiên thể này chỉ cách UGC 944 23", do đó hai vật thể thường được coi là một. John Louis Emil Dreyer, người tạo ra Danh mục chung mới, đã thêm thiên thể này vào danh mục, thông qua mô tả của Herschel.

## Mô tả
Thiên hà này có kích thước biểu kiến tương đối dài, 1,6 × 0,4 arcmins và vận tốc hồi quy khoảng 4810 km/s.  Bằng cách sử dụng định luật Hubble, có thể ước tính hoảng cách từ NGC 512 đến Mặt trời là khoảng 220 triệu năm ánh sáng.